# Autódromo Internacional Nelson Piquet (Brasília)
Pour les articles homonymes, voir Nelson Piquet.
Ne pas confondre avec Autódromo Internacional Nelson Piquet, l'ancien circuit de Formule 1 du même nom, situé à Rio de Janeiro, également connu sous le nom : Autódromo de Jacarepaguá.
L'Autódromo Internacional Nelson Piquet est un circuit automobile situé à Brasilia, la capitale du Brésil. D'une longueur de 5 476 mètres, il comprend douze virages (six à gauche et six à droite).

## Historique
Au début de son exploitation en 1974, le circuit portait le nom d'« Autódromo Emilio Medici » du nom du président Emílio Garrastazu Médici, puis il est rebaptisé « Autódromo de Brasília » la même année (après les élections présidentielles) pour plus tard devenir l'Autódromo Internacional Nelson Piquet.
Le 3 février 1974, une semaine après la tenue du Grand Prix du Brésil, le circuit a accueilli une course de Formule 1 non inscrite au championnat. L'épreuve, le Grande Premio Presidente Emilio Medici, est remportée par le pilote brésilien Emerson Fittipaldi.
En 1995, le district fédéral confie la gestion du complexe à la société NZ Empreendimentos, propriété de Nelson Piquet. Des travaux sont réalisés, comme la mise en place de zones de dégagement et de barrières de pneus, d'un éclairage de la piste, de même que la construction de bâtiments et d'un restaurant. En 1997, Piquet propose de déplacer le Grand Prix automobile du Brésil de F1 d'Interlagos à Brasilia à partir de 1999 mais ce projet restera sans suite. En 2006, le district fédéral reprend la direction du circuit.
En août 2013 il est annoncé officiellement que le circuit accueillerait le retour du Grand Prix moto du Brésil à partir de 2014 mais le manque de financement pour mettre le circuit aux normes fera échouer le projet,.
En 2016, le circuit est en très mauvais état après que des travaux de réfection aient été suspendus en janvier 2015, laissant la piste avec un revêtement, des tribunes, et des stands en ruine.